# DTエイトロン
『DTエイトロン』（ディーティーエイトロン）は、1998年4月18日から11月6日までフジテレビ系で放送された日本のテレビアニメ。全26話。ラジオドラマ『DTヴァンパイア』の設定に基づき製作された。

## ストーリー
2187年、強い紫外線が降り注ぎ荒廃した地上。ドーム都市データニアでは、子供達が感情を制御され巨大建造物「パイル」での作業に従事させられていた。
そのうちの一人、主人公の少年シュウは海への憧れから脱走し、アンドロイド「エイトロン」をあやつる少年たちと出会う。彼らは、データニアの子供たちを解放しようとするレジスタンス、「リターナー」だった。シュウは彼らとともに、ユートピアといわれるもうひとつのドーム都市「アモーロート」を探して旅発つ。
一方、シュウたちが高い環境適応能力を持つ「DT（データトランスフォーム）保有者」であることを知ったデータニアは、捕獲のための部隊を送り出す。

## 登場人物

### 主要人物
シュウ
声 - 保志総一朗
本作の主人公。データニアで生まれ育った、ぼうっとしたところのあるおとなしい少年。14歳。DT保有者。海が見たいという感情が芽生え、データニアを脱走する。一度捕まり「リセット」されるが、抑制の呪縛が効かず再び脱走する。そしてメイ、ドリー、アイン、フィアと出会ったことにより、共にアモーロート向けて旅をする。性格的に抜けている部分があるが、旅をしていくうちに成長していく。
メイ
声 - 夏樹リオ
反データニア組織「リターナー」のメンバーで、DT保有者。15歳。インディアンの血を引いており、気が強い。シュウのことはかなりお気に入りで、お姉さんぶった態度を取る。
ドリー
声 - 矢島晶子
「リターナー」のメンバーで、DT保有者。8歳。幼いながら凄腕のアフリカ系ハッカー少年。エイトロンを呼び出すことができる。
アイン
声 - 諏訪部順一
「リターナー」のメンバーで、DT保有者。17歳。落ち着いた真面目な性格でみんなのまとめ役。
フィア
声 - 川澄綾子
シュウと一緒にデータニアから脱出したヨーロッパ系少女。14歳。初めはナインツに送り込まれたスパイであったが、シュウ達と行動を共する選択をし旅に同行することになる。しかし途中で病気にかかり、ヨゼフ達の所でシュウ達と別れることとなる。最終話ではヘリに乗ってシュウ達の所へと向かう。
エイトロン
人工衛星「LANDSAT III」からのビームで他の物質を分解・再構成して現れるアンドロイド。ビームにはDTプログラムが含まれている。組織の結合には水素を使うため、水素を吸収するパラジウムに弱い。DT狼を殺すのをやめるなど、人工生命体らしからぬ思考回路を持つ。

### その他の人物
クラスター
声 - 有本欽隆
打ち捨てられた資源探査衛星「LANDSAT III」にいるコンピューターシステム。柔軟な思考回路でシュウたちに助言をしてくれる。しかし、しゃべり方が年寄りくさい。
ドラマ木曜の怪談『怪奇倶楽部』、『DTヴァンパイア』に続いて登場。『怪奇倶楽部』ではプログラムであったが、『DTヴァンパイア』では電子生命体を名乗っていた。
ユウヤ
声 - 山口勝平
データニアでのシュウの友人。一度、シュウや他の仲間達と共にデータニアを脱走しようとしたが、追跡部隊に捕まった後、リセットをかけられデータニア生活に戻ってしまう。
ロッソ
声 - 林延年
データニアから見捨てられた資源採掘ドーム「13」の生き残りで、DTを持つイタリア系少年。16歳。旅に同行することになる。だがその前は、核ミサイルが搭載されている原子力潜水艦に住んでいて、いずれ核ミサイルをデータニアに発射しようと考えていた。銃器の取り扱いが上手く、銃器を肌身離さず持っている。
ナインツ
声 - 辻谷耕史
データニア管理者だったが、度重なる失敗で降格される。その後DT保有者捕獲部隊の指揮をすることになる。歌を聞きたくて脱走し「リセット」された過去を持つ。途中まで自分にDTがあることを知らなかった。だがその事実を知った後、独自の判断で行動するようになる。
ディアナ
声 - 柳瀬なつみ
ナインツの副官。データニアのオペレーターを務めている。ナインツが独断行動をしたと同時に、自分も付いていった。しかしそのことにまったく自覚が無く、ナインツに聞かれても「分りません」と言うだけであった。
ベルク
声 - 遊佐浩二
ナインツにかわってデータニア管理者となる。彼には前から対抗意識を持っていた。
リョウ / クロノ
声 - 神谷浩史
シンシア
声 - 根谷美智子
ドーム「13」の生き残り。目が見えない。ロッソが旅をする前には死亡。彼に旅のきっかけを与えたのは彼女でもある。
エリス
声 - 中村千絵
ガーフィ
声 - 岩田光央
「リターナー」の現リーダー。本来ならアインがリーダーになるべきだったと思っている。
ファーナ
声 - 中山真奈美
ローディ
声 - 森川智之
「リターナー」の元リーダー。シュウ達より先にアモーロートを探して旅立ち、発見したと連絡してきた。出発した6人のうち、アモーロートに到着したのは彼だけだった。
局長
声 - 徳丸完
巨大なモニターを通じてデータニア管理者へ指示を与えている。
ゼロ
声 - 菅原正志
データニアの支配者。DTを欲している。後半はエイトロンと融合した。
Dr.ジェネシス
声 - 安原義人
データニアシステムの開発者。生命体のデータにDTを投与すればそのデータは生命を持つ、という理論を持つ。エイトロンを直す時、未知のDTを目撃する。
アッシュ
声 - 岡田貴之
ロロ
声 - うすいたかやす
リターナーのメンバー。ハッカーであり、ドリーを溺愛している。
ジェシカ
声 - 野上ゆかな
リターナーのメンバーの隻眼の女性。
ウォール
声 - 川津泰彦
リターナーのメンバー。ガーフィの護衛役をローディと約束している大男。
エドリー
声 - 橘ひかり
老隊長
声 - 八木光生
データニア防衛ラインにある高出力レーザー砲台の隊長。50年間データニアを守っていた。
マックス
声 - 大川透
老隊長の息子。
ヨゼフ
声 - 阪脩
プロミストランドを目指し西へと向かう人々のリーダー。無償でアイン達を助けたり、フィアを引き受けたりする好人物。
エライザ
声 - 紗ゆり
ヨゼフ一行にいる医者。フィアを診察する。
イーゼント
声 - 塩沢兼人
イーゼント博士に作られたアンドロイド。レプリカの14世紀に建てられた城に住み、旅人をもてなす。人間になりたがっており、人間の皮膚を奪おうとする。
キルト
声 - 小西寛子
イーゼント伯爵の娘。メイの皮膚を奪おうとするが、シュウの犠牲的精神に触れ考えを改める。
カイル
声 - 阪口大助
イーゼント伯爵の息子。シュウの皮膚を奪おうとする。
執事
声 - 稲田徹
イーゼント伯爵に仕える執事。エイトロンに分解された。
メイド
声 - 加藤優子
イーゼント伯爵に仕えるメイド。メッセージを残した人物の皮膚をつけている。
おおじい様
声 - 山内雅人
強酸性の湖のほとりで暮らす人々の長。スワンを育てている。アイン達が飛行機で湖を渡る際、スアンを連れて行って欲しいと頼んだ。
スアン
声 - 岡本奈美
旅の途中から同行することになる少女。DT保有者。カンフーが得意で戦闘では肉弾戦をする。最初はかなりの人見知りだった。口数も多い方ではない。
シーナ
声 - 中川亜紀子
ドーム「13」と同タイプのドームで21世紀から凍結入院している少女。病気の治療法が確立されるまで凍結されているが、この先も治療法が発見される可能性は無い。
ジュディ
声 - 久川綾
アモーロート版リターナーのリーダー。

## スタッフ
- 原作 - チームエイトロン
- 原作監修 - 伊波正文
- 監督 - アミノテツロー
- シリーズ構成 - 柿沼秀樹
- キャラクター原案 - 市田善
- キャラクターデザイン - 田中良
- メカニックデザイン - 石垣純哉、常木志伸
- 美術監督 - 岡田有章
- 色彩設計 - 伊藤純子
- 撮影監督 - 田村正人、山田廣明
- 編集 - 瀬山武司
- 音響監督 - 鶴岡陽太
- 音楽 - 難波弘之
- 音楽プロデューサー - 佐々木史朗
- 制作協力 - メディアファクトリー
- マーケティングプロデューサー - 金子公一、香山哲
- プロデューサー - 石井浩二、岩田幹宏→若鍋竜太
- 制作 - フジテレビ、サンライズ

## 主題歌
オープニングテーマ「陽はまたのぼりくりかえす」
作詞・作曲 - 降谷建志 / 編曲・歌 - Dragon Ash
エンディングテーマ「おなじ星」
作詞 - 高木郁乃 / 作曲・編曲 - 吉田ゐさお / 歌 - Jungle Smile

## 各話リスト
| 話数 | サブタイトル              | 脚本         | 絵コンテ       | 演出       | 作画監督      | 放送日         |
| ---- | ------------------------- | ------------ | -------------- | ---------- | ------------- | -------------- |
| 1    | OUT OF DATANIA            | 柿沼秀樹     | アミノテツロー | 鈴木吉男   | 田中良        | 1998年 4月18日 |
| 2    | RESET OFF                 | 柿沼秀樹     | 石山タカ明     | 横田和     | 谷口守泰      | 4月25日        |
| 3    | LIFE SIDE'S WALL          | 柿沼秀樹     | 西澤晋         | 西澤晋     | 本橋秀之      | 5月2日         |
| 4    | KILL THE DATANIAN         | 柿沼秀樹     | 今沢哲男       | 織田美浩   | 中井準        | 5月9日         |
| 5    | DELETE KEY                | 柿沼秀樹     | 石山タカ明     | 亀垣一     | 筏雅律        | 5月16日        |
| 6    | ESCAPE FROM DATANIA       | 柿沼秀樹     | 岡尾貴洋       | 岡尾貴洋   | 谷口守泰      | 5月23日        |
| 7    | RETURNERS                 | 柿沼秀樹     | 石山タカ明     | 元永慶太郎 | 田中良        | 6月6日         |
| 8    | IN THE LIFE SIDE          | 姫野利充     | 今沢哲男       | 織田美浩   | 谷口守泰      | 6月13日        |
| 9    | FANG OF THE TANK-CEMETERY | 岡田麿里     | 西澤晋         | 西澤晋     | 本橋秀之      | 6月20日        |
| 10   | THE GUNS AND OLDIES       | 柿沼秀樹     | 横田和         | 横田和     | 中井準        | 6月27日        |
| 11   | ILLUSION DIVING           | 村上ヒロアキ | 鈴木吉男       | 鈴木吉男   | 田中良        | 7月4日         |
| 12   | SO LONG...                | 柿沼秀樹     | 石山タカ明     | 岡尾貴洋   | 谷口守泰      | 7月11日        |
| 13   | NIGHT OF HUMANITY         | 川守田游     | Nicola Hayes   | 元永慶太郎 | 田中良 中井準 | 7月25日        |
| 14   | THE FOG ISLAND            | 柿沼秀樹     | 横田和         | 横田和     | 谷口守泰      | 8月1日         |
| 15   | LOVE SONG                 | 岡田麿里     | 西澤晋         | 西澤晋     | 本橋秀之      | 8月8日         |
| 16   | GARDEN'S RULE             | 村上ヒロアキ | 石山タカ明     | 織田美浩   | 中井準        | 8月15日        |
| 17   | FISH'S KISS               | 岡田麿里     | 小林孝志       | 羽生尚靖   | 桜井木ノ実    | 8月22日        |
| 18   | Dr. GENESIS               | 柿沼秀樹     | 岡尾貴洋       | 岡尾貴洋   | 谷口守泰      | 8月29日        |
| 19   | WIND OF DATANIA           | 姫野利充     | 横田和         | 横田和     | 田中良        | 9月5日         |
| 20   | BOY MEETS GIRL            | 岡田麿里     | 石山タカ明     | 織田美浩   | 筏恵美子      | 9月12日        |
| 21   | BROTHERS IN AMAUROTE      | 柿沼秀樹     | 櫻井美知代     | 西澤晋     | 本橋秀之      | 9月19日        |
| 22   | JUDDY AND ROADY           | 岡田麿里     | 織田美浩       | 織田美浩   | 谷口守泰      | 9月26日        |
| 23   | LONG GOOD-BYE             | 柿沼秀樹     | 小林孝志       | 羽生尚靖   | 桜井木ノ実    | 10月16日       |
| 24   | RETURN TO DATANIA         | 村上ヒロアキ | 横田和         | 横田和     | 谷口守泰      | 10月23日       |
| 25   | SEVEN DAYS                | 柿沼秀樹     | 西澤晋         | 西澤晋     | 本橋秀之      | 10月30日       |
| 26   | HEAVEN'S FRIENDS          | 柿沼秀樹     | アミノテツロー | 織田美浩   | 田中良        | 11月6日        |

## VHS・LD・DVD
- VHS
  - 1巻・2巻：1999年4月22日
  - 3巻・4巻：1999年5月27日
  - 5巻・6巻：1999年6月24日
  - 7巻・8巻：1999年7月23日
- LD-BOX
  - 1999年4月22日
- DVD-BOX
  - 2010年2月5日

## CDアルバム
- DTエイトロン オリジナル・サウンドトラック
  - 1998年7月23日
  - ディスク枚数: 1枚
  - レーベル: ビクターエンタテインメント
  - 収録時間: 66分
  - ASIN: B00005GXMS

## 漫画
『月刊コミックドラゴン』連載のひのきいでろうによる漫画版がある。全1巻。アニメ版に準じたものではあるが、内容は大幅に削られており、結末が異なっている。
- DTエイトロン （2000年2月、ISBN 4-04-712218-1

他に『月刊ドラゴンジュニア』連載の山吹ショウマによるものがあるが打ち切られている。